# كاثي بروك
كاثي بروك (بالإنجليزية: Kathy Brock)‏ هي صحفية أمريكية، ولدت في 24 يوليو 1959 في باسكو في الولايات المتحدة.